# 李宪生
李宪生（1954年9月—），山西阳曲人，中华人民共和国政治人物。1970年12月参加工作，1973年3月加入中国共产党，在职研究生学历，历史学博士学位，副研究员。曾任武汉市市长、中共海南省委副书记。中国共产党第十八届中央委员会候补委员。

## 生平
早年曾入伍，为中国人民解放军1619部队一营战士；退伍后为湖北省武汉市国棉二厂工人，后任湖北省武汉市纺织局党委办公室秘书。1977年入武汉师范学院政治系政治教育专业学习，毕业后任湖北省武汉市纺织局办公室秘书，局团委副书记、书记。1982年，任共青团湖北省武汉市委常委、宣传部部长。1983年底，任共青团湖北省武汉市委副书记、市青联副主席。1984年，任湖北省武汉市汽车工业公司党委副书记、纪委书记。1985年，任湖北省武汉市委组织部副部长。1986年，任湖北省武汉市青山区委书记。1991年1月，任湖北省武汉市广播电视局局长、党组书记、总编辑；同年6月，任湖北省武汉市委宣传部部长，市广播电视局局长。1992年12月，升任中共武汉市委常委、宣传部部长。1997年8月，任中共武汉市委常委，市经济技术开发区工委书记、管委会副主任。1998年1月，出任武汉市副市长。1999年8月，调任中共十堰市委书记，次年1月兼任市人大常委会主任。2002年4月，任中共武汉市委副书记、代市长，同年8月当选为市长。2007年12月，升任中共湖北省委常委。2008年1月，当选为湖北省人民政府副省长，并兼任省行政学院院长。2011年12月，转任中共海南省委常委、副书记，2012年1月起兼任海南省委党校校长。2015年2月，当选为海南省人大常委会党组副书记、副主任。